# Helena Granström
Helena Charlotte Granström, född 20 oktober 1983, är en svensk författare och poet. Hon har en magisterexamen i teoretisk fysik och är filosofie licentiat i matematik, båda från Stockholms universitet.
Helena Granström debuterade 2008 med essän Alltings mått. 2009 utkom Osäkerhetsrelationen, en versroman om kvantfysikens kris under slutet av 1920-talet. Granström skriver regelbundet för Expressen och Svenska Dagbladet.
Den 2 maj 2020 tilldelades hon Harry Martinson-priset på 83 950 kronor.
Granström har en relation med författaren och programledaren Daniel Sjölin och tillsammans har de två barn. Hon har ytterligare två barn från en tidigare relation.

### Antologier
- Sånger från jorden : 32 röster för en ny relation till planeten, Skörda förlag (2015) ISBN 9789198230611[8]

### Översättningar
- Korta svar på stora frågor (Brief Answers to the Big Questions av Stephen Hawking)
- Fundamentalt : tio nycklar till verkligheten (Fundamentals av Frank A. Wilczek)

### Övrigt
- Efterord till översättningen av Michel Houellebecqs Konkurrens till döds (2018)

## Priser och utmärkelser
- 2016 – De Nios Vinterpris
- 2019 – Stipendium till Harry Martinsons minne[9]
- 2020 – Harry Martinson-priset[10]